# Canzona
Canzona es un término italiano que significa literalmente canción. Con respecto al origen etimológico, esta palabra deriva del término francés Chanson (forma vocal predominante en el siglo XVI). En cuanto a su estructura formal siempre ha respondido a un estilo fugado imitativo, aunque ha ido evolucionando a lo largo de la historia. Como género instrumental, tuvo su apogeo entre los siglos XVI y XVII.
Esta palabra se utilizó con frecuencia en Italia a partir de 1600, y no era frecuente en otros países como Alemania y Francia. La palabra "canzona" originalmente se refería a un arreglo de una canción polifónica. Por ello existen numerosas composiciones que se crearon a base de material de chanson existente, y con el tiempo, el término llegó a ser aplicado a composiciones originales usando expresiones familiares y reelaboraciones.

## Tipos de Canzona

### Canzona a solo
Las primeras transcripciones laúd publicada a la que se le da al término "canzona" son las de Melchiore de Barberiis (Intabulatura de lauto Libro Quinto), Domenico Bianchini, Francesco da Milano y Antonio Rotta. Sin embargo, nunca llegó a tener mucho éxito. 
Un buen número de canzonas teclado del siglo XVI no son más que las transcripciones de chansons, por ejemplo las de Andrea Gabrieli y Sperindio Bertoldo. A menudo la ornamentación es muy profusa.
Uno de los primeros compositores para escribir canzonas independientemente de los modelos vocales fue Claudio Merulo. Cinco de sus 23 canzonas (publicado en tres libros en 1592, 1606 y 1611, respectivamente) son transcripciones de chansons. Sin embargo, su apariencia en forma de teclado desde 1592 en adelante, inevitablemente, ha allanado el camino de la canzona. El primer compositor de dichas obras fue Vicenzo Pellegrini, con su Canzona  Intavolatura d'organo fatte alla francese,  aparecida en 1599. Al igual que las de Merulo, llevan títulos como La Berenice y La gentil. A partir de este punto, el canzona se convirtió en gran medida una forma independiente de la música del teclado.
Otros compositores antiguos de canzonas para teclado del siglo XVII son Banchieri, G. P. Cima, Ercole Pasquini, Macque, Mayone y Trabaci. Frescobaldi también publicó canczonas en su Ricercari et Canzoni franzese (1615). Son multiseccionales, mostrando una tendencia a la variación que es más pronunciado en unas que en otras.
Los canzonas en Fiori Musicali (1635) son similares a otros canzonas de Frescobaldi. Su estructura multiseccionale permite al intérprete acortar la pieza corta si la liturgia impide una actuación completa. Al mismo tiempo, hay demasiadas características de estilo de teclado altamente individual de Frescobaldi para que puedan ser consideradas como meras transcripciones.

### Canzona a conjunto
Las primeros canzonas independientes de los modelos vocales, además de los ejemplos para laúd en solitario mencionados anteriormente, parecen haber sido para conjunto instrumental. Una pieza de cinco partes solitario titulado 'La bella: canzone da sonare' aparece al final del libro quinto de Nicolò de Vicentino (1572). 
En el segundo libro de madrigales de Ingegneri (1579) también aparecen dos piezas que, posiblemente son reelaboraciones de modelos vocales. La primera colección de composiciones originales en esta forma aparece en un libro de Maschera, aparecido en 1582. Fue seguido por volúmenes tales como "Canzoni di diversi por sónar" (publicado por Giacomo Vincenti) y los de Bariolla (1594). El libro de Maschera contiene 21 piezas, con algunos títulos tales como La Capriola o La Martinenga. Otra antología posterior de importancia es "Canzoni per sonare" de Raverii.
Mientras que las obras de cuatro y cinco piezas de la colección de Raverii, junto con las obras de cuatro partes incluidas por Soderini, por lo general cuentan con ritmos vivos y texturas fugadas, encontramos un enfoque diferente en las obras antifonales que, por entonces, eran un poco convencionales, pues ya habían sido explotadas por Giovanni Gabrielli. Los instrumentos especificados en el volumen son la corneta, violín y trombón, y éstos se utilizan de diversas maneras en cinco de las obras; sin duda, las 11 obras restantes deben llevarse a cabo de manera similar.
El conjunto canzona guarda una relación estrecha con otras dos formas del siglo XVI: aparte de la sonata, la sinfonía y el concierto. Por lo tanto, a principios de este siglo, canzona, sonata, sinfonía y el concierto eran términos intercambiables en gran medida en el ámbito de la música instrumental. Por lo general, se les proporciona un bajo de órganos, que puede ser simplemente un bajo seguente después de la parte más baja de resonancia, o bien un bajo continuo. El concierto y la sinfonía se desarrollaron posteriormente.
La sonata barroca temprana también conservó la forma multiseccional de algunas canzonas, y usan el título de algunas fantasías. Otros compositores, como Tarquinio Merula, prefirieron el nombre de la antigua, aunque sus obras son esencialmente sonatas. El primer libro de Merula (1615) consta de cuatro partes de obras de estilo renacentista, su segundo sobrevive en una edición de 1639 y se compone de obras en la textura trío-sonata, incluyendo un bajo continuo, y la tercera (1637), titulado "Sonate overo Canzoni concertate", marca un nuevo avance, para las partes han de resultar por dos violines, violón y bajo continuo. Las combinaciones utilizadas son dos violines y bajo continuo (tanto 'a due'), y dos violines, violón y bajo continuo ( 'a tre'). El cuarto libro (1651) es similar. Maurizio Cazzati fue otra figura de transición importante.
En canzonas anteriores de Merula menudo se encuentran enlaces entre las secciones, lo que resulta en lo que equivale a canzonas variación. No hay un patrón pre-impuesto sobre el número y el orden de las secciones.
En Alemania, los canzonas conjunto publicado más temprano eran los de Hassler (en su Concentus Sacri, 1601).

## Evolución a lo largo de la Historia

### Edad Media
En la época trovadoresca, se le conocía así al poema lírico de 4 o 5 estrofas, de 8 versos cada una.

### Renacimiento
En la Italia de los siglos XV y XVI se encuentra un género monódico, parecido a la frottola y al strambotto, precursor de la villanella y del madrigal llamado canzona. Posteriormente, se convierte en canción polifónica derivada de la canción franco-flamenca de Josquin des Prés, Clément Janequin, Thomas Crecquillon y otros, con el nombre de canzona francese.
Estas composiciones son ligeras, rápidas y contrapuntísticamente sencillas. Se escribían para conjuntos y solistas. Su figura inicial era una sola nota, seguida de otras dos con la mitad del valor de la primera. Contaban con imitaciones, una armonía sencilla y un ritmo enérgico. 
En el siglo XVI se hacen transcripciones para laúd e instrumentos de tecla, convirtiéndose en un género instrumental. Así mismo, surgen composiciones de estilo vocal, escritas para instrumentos, tales como la canzona da sonare, muy cercanas al ricercare y a la fuga, que fueron imitadas por otras escuelas europeas. 
Se denominó igualmente canzona a un género complejo, alternativamente coral e instrumental, precursor del drama y de la sonata da chiesa. A finales del siglo XVI, fue su máximo representante Giovanni Gabrieli.

### Barroco
Durante la primera mitad del siglo XVII, la música instrumental continuó profundizando en el desarrollo de su independencia de la vocal. No obstante, los compositores de música instrumental tomaron muchos recursos elaborados en la música vocal, como el bajo continuo, la ornamentación, o el interés por manifestar los afectos. Los instrumentos de la familia del violín incrementaron su importancia, y su técnica asimiló numerosos recursos vocales. En cuanto a la canzona, utilizó el contrapunto imitativo pero de manera discontinua, es decir, al estar constituida por secciones contrastantes, cada sección posee un motivo diferente, tratado en imitación o con una textura no imitativa. Un subtipo es la canzona variación, en la que un solo motivo aparece, transformado en las secciones sucesivas.
Un ejemplo de canzona barroca es la canzona Detta la Bernardina, de Girolamo Frescobaldi (1583-1643):